# 匈牙利蘇維埃共和國
匈牙利蘇維埃共和國（匈牙利語：Magyarországi Tanácsköztársaság），亦作匈牙利委员会共和国，正式名称是匈牙利社会主义联邦委员会共和国（Magyarországi Szocialista Szövetséges Tanácsköztársaság），是一個已不存在的匈牙利共產主義政權，执政党是匈牙利社会主义-共产主义工人党。該政權成立於1919年3月23日，並在同年8月1日覆滅，共歷時4個月。該政權实际上由庫恩·貝拉領導，是首個在蘇維埃俄國十月革命之後在中歐成立的共產主義政權，後因遭羅馬尼亞軍隊攻占首都布達佩斯而亡。

## 成立
匈牙利在第一次世界大戰後，奧匈帝國瓦解，而卡罗伊伯爵上任領導政府。但由於他在上任後未能妥善解決這個重生國家的社會及經濟問題，在主政不足6個月內就被匈牙利社會民主黨和匈牙利国共产党联合罷免，成為匈牙利蘇維埃共和國成立的原因。
匈牙利共產黨在當時規模很小，但因其成員則非常活躍而該黨逐漸擴張。1918年11月4日，該黨的初期核心才開始成立，由一群被苏俄释放的原一战匈牙利戰俘及一些同情共產黨的人士組成中央委員會。該黨由库恩·贝拉領導，他們其後前往匈牙利招募新黨員及宣傳該黨的理念，吸引了不少激進的社民黨分子。1919年2月，該黨黨員共有3万至4万人，包括許多失業軍人、年青知識份子及少數族裔人士。同年3月30日，协约国要求匈牙利将领土割让给罗马尼亚、南斯拉夫、捷克斯洛伐克，卡罗伊政府不敢贸然答应，只好辞职。他将政权转交给了匈牙利社会民主党政府，但社民党也感到自己难以支撑住局面，只好和被关押的匈牙利国共产党领导人库恩·贝拉进行谈判。21日，匈牙利社会民主党在接受匈牙利国共产党提出的成立苏维埃共和国、建立红军、人民警察、没收地主土地、工业国有化、同苏俄结盟等条件之后，与匈牙利国共产党合并为匈牙利国社会党，当晚便宣布匈牙利苏维埃共和国成立，同时成立新政府“革命管理委员会”。6月12日—13日，匈牙利国社会党改名为“匈牙利社会主义-共产主义工人党”。

## 共和国的失败
匈牙利苏维埃共和国成立之后，引起了协约国恐慌。1919年4月16日，法国联合罗马尼亚、捷克斯洛伐克、南斯拉夫等国的军队，从东、北、南向匈牙利发起进攻。后来匈牙利苏维埃政府奋起反击，不仅收复了失地，而且深入捷克斯洛伐克境内追击干涉军，并在捷克斯洛伐克的科希策建立了斯洛伐克苏维埃共和国。但七月，协约国集中了优势兵力向匈牙利反攻，匈牙利红军无力抵抗，一些社会民主党人也开始向协约国投降、妥协。8月1日，苏维埃政府辞职，匈牙利苏维埃共和国覆灭。